# Vigilio Fortunato Prati
Vigilio Fortunato Prati (Cles, 1671 – post 1738) è stato un intagliatore italiano. Artista locale attivo principalmente in Val di Non, fu allievo di Pietro Strobl junior e padre di Sisinio Alessandro (1702-1761), anch'egli intagliatore.

## Biografia
Cominciò la sua attività di intagliatore presso la bottega di Pietro Strobl junior. Le due famiglie avevano rapporti stretti, infatti il padre di Vigilio, Antonio, fu padrino di Giacomo Strobl junior.
Nel 1713, anno in cui morì l'intagliatore, aprì una bottega a Cles, ottenendo svariate committenze in Val di Non e Val di Sole.
Negli anni '30 cominciò ad eseguire opere dipinte ad imitazione del marmo, una tendenza che si stava diffondendo nelle vallate montane. Due esempi di questa nuova tendenza sono l'altare del Rosario presso la chiesa di Sant'Agostino a Celentino (1731) e l'altare di Santa Caterina presso la basilica dei Santi Martiri a Sanzeno (1738), quest'ultimo ispirato agli altari marmorei di Teodoro Benedetti.

## Opere

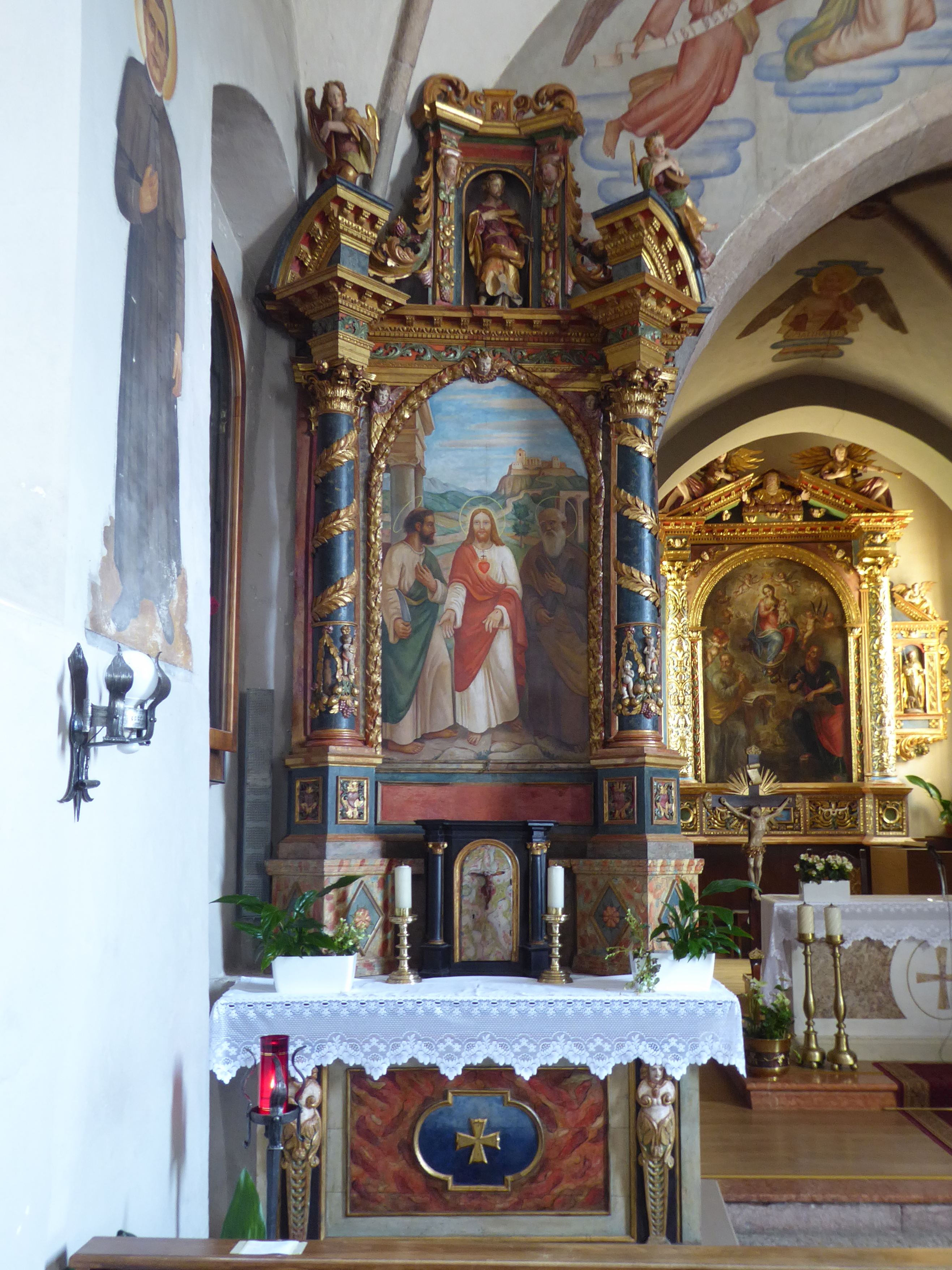
Vigilio Fortunato Prati, Altare di Sant'Andrea (Casez)

- Denno, chiesa dei Santi Gervasio e Protasio: Angeli cerofori (1697, attualmente non rintracciabili)[5], Cassa d'organo (1700).
- Casez (Sanzeno), chiesa dei Santi Pietro e Paolo: Altare di Sant'Andrea e Altare della Madonna (1703-1704).[6]
- Sanzenone (Ville d'Anaunia), chiesa dell'Immacolata e di San Zenone: Altare della Beata Vergine (1709).[7]
- Cles, chiesa di Santa Maria delle Grazie: Altare di San Rocco e Sebastiano (1717).[8]
- Vigo di Ton (Ton), chiesa di Santa Maria Assunta: Altare maggiore (1718-19), rimosso nel 1732, ma del quale si conservano ancora la Madonna col Bambino, il San Sebastiano e l'Antipendio dell'altare laterale sinistro, oltre ai quattro Angioletti nella nicchia dell'altare maggiore marmoreo.[9]
- Terzolas, chiesa di San Nicolò: Pulpito con San Michele Arcangelo (1720).
- Celentino (Peio), chiesa di Sant'Agostino: Altare del Rosario (1731), che subì alcuni furti delle statue lignee nel 1971.
- Vervò (Predaia), chiesa di San Martino: Altare dei Santi Pietro e Paolo (1735).
- Sanzeno, basilica dei Santi Martiri: Altare di Santa Caterina (1738), attualmente intitolato all'Addolorata; Altare di Santo Stefano (1738), forse identificabile nell'altare laterale destro della chiesa di San Carlo Borromeo a Molveno.[1]